# Gladiopappus
Gladiopappus là một chi thực vật có hoa trong họ Cúc (Asteraceae).

## Loài
Chi Gladiopappus gồm các loài: